# Hașciove, Novomoskovsk
Hașciove (în ucraineană Хащове) este un sat în comuna Vilne din raionul Novomoskovsk, regiunea Dnipropetrovsk, Ucraina.

## Demografie
Componența lingvistică a localității Hașciove
     Ucraineană (90,14%)
     Rusă (9,51%)
     Alte limbi (0,23%)
Conform recensământului din 2001, majoritatea populației localității Hașciove era vorbitoare de ucraineană (90,14%), existând în minoritate și vorbitori de rusă (9,51%).